# Pepe Mel
José Mel Pérez – noto come Pepe Mel – (Madrid, 28 febbraio 1963) è un allenatore di calcio ed ex calciatore spagnolo, di ruolo attaccante.

## Carriera

### Allenatore

#### La prima era al Betis
Nella stagione 2010–2011 vince il campionato di Liga Adelante, riportando il Real Betis Balompié nella massima divisione spagnola. Cade nei quarti di finale di Copa del Rey contro il Barcellona con un risultato complessivo di de 6-3, sconfitta per 5-0 al Camp Nou e vittoria per 3-1 al Benito Villamarín.
Durante la sua permanenza ha attinto spesso al settore giovanile verde bianco, facendo debuttare 16 "canteranos" in prima squadra (Ezequiel, Beñat Etxebarria, Sergio Rodríguez, Álex Martínez, Miki Roqué, Manu Palancar, José Alberto Cañas Ruiz-Herrera, Razak Brimah, Fran No, Álvaro Vadillo, Alejandro Pozuelo, Nono, Adrián San Miguel del Castillo, Eder Vilarchao, José Antonio Caro Martínez e Pepelu).
Nella stagione 2011-2012 riesce ad ottenere alcuni buoni risultati come la vittoria nello Stadio Ramón Sánchez Pizjuán nel derby della città andalusa o riuscendo a segnare al Camp Nou nel campionato per la prima volta (gara terminata 4-2 per i catalani). Raggiunge la salvezza a tre giornate dalla fine dopo una stagione di alti e bassi, con quattro vittorie consecutive nelle prime quattro giornate (Granada, Mallorca, Athletic Club e Zaragoza) e 9 sconfitte nelle successive dieci giornate.  L'esonero viene evitato dalla rimonta sul Valencia al Benito Villamarín, dove il Real Betis rimonta lo 0-1 con 2 gol di Rubén Castro in zona recupero.
Nella stagione 2012-2013 il Betis fa un salto di qualità dal lottare per la salvezza ad ambire alla zona europea. La squadra biancoverde chiude la stagione ottenendo la qualificazione per la UEFA Europa League grazie al suo settimo posto finale. Questo risultato gli porta il rinnovo col club.
Nella stagione 2013-2014 i risultati negativi portano all'esonero, il 2 dicembre 2013 dopo un pareggio per 2-2 contro il Rayo Vallecano, con il Betis ultimo in classifica con 10 punti dopo 15 giornate di Liga.

#### West Bromwich Albion
Il 9 gennaio 2014 viene ingaggiato dal WBA. Raggiunge l'obiettivo salvezza del club inglese all'ultima giornata, concludendo la stagione alla diciassettesima posizione, per poi risolvere consensualmente il contratto.

#### Il ritorno al Betis
Il 20 dicembre 2014, il Real Betis Balompié conferma il ritorno di Mel, ufficializzato il lunedì 22 dicembre. Sostituisce l'allenatore della seconda squadra Merino, che aveva guidato il Betis per le quattro partite successive all'esonero di Julio Velázquez, quando la squadra si trova in terza posizione. A fine stagione conquista la promozione in Primera División con due giornate di anticipo sulla fine del campionato. Dopo aver condotto gli andalusi al 10º posto nel campionato 2015-16, il 10 gennaio 2016 viene sollevato dall'incarico dopo la sconfitta sul campo del Getafe per 1-0. Era la fine del girone di andata, la squadra era 15ª e non vinceva da 8 partite..

#### Deportivo la Coruña
Il 28 febbraio 2017 viene nominato nuovo allenatore del Deportivo la Coruña. Ingaggiato con l'obiettivo di evitare la retrocessione, nei primi 4 incontri ottiene due vittorie e due pareggi e raggiunge la salvezza alla penultima giornata. Il 24 ottobre 2017, a seguito di un pessimo inizio di campionato, rescinde il proprio contratto con il club dopo la 9ª giornata quando il Deportivo occupava la 16ª posizione.

#### UD Las Palmas
Il 4 marzo 2019 prende il posto di Paco Herrera sulla panchina del Las Palmas, chiudendo la sua prima stagione al 12º posto. Alla ripresa delle attività preleva dalle giovanili il sedicenne Pedri, lo fa debuttare in prima squadra nell'agosto 2019 e lo fa giocare titolare per tutta la stagione, nella quale il Las Palmas finisce il campionato in 9ª posizione.

## Palmarès

### Allenatore

#### Competizioni nazionali
- Segunda División B: 1

Rayo Vallecano: 2007-2008 (Gruppo 1)
- Segunda División: 1

Betis: 2010-2011